# Secret Society
Secret Society è il settimo album in studio del gruppo musicale svedese Europe, pubblicato nel 2006 dalla Sanctuary Records.
Always the Pretenders è l'unico singolo estratto dall'album.

## Tracce
1. Secret Society - 3:37 - (Tempest)
2. Always the Pretenders - 3:55 - (Tempest, Levén)
3. The Getaway Plan - 3:53 - (Norum, Tempest)
4. Wish I Could Believe - 3:35 - (Michaeli, Tempest)
5. Let the Children Play - 4:12 - (Michaeli, Tempest)
6. Human After All - 4:14 - (Norum, Tempest)
7. Love Is Not the Enemy - 4:19 - (Norum, Tempest)
8. A Mother's Son - 4:49 - (Tempest)
9. Forever Travelling - 4:12 - (Tempest)
10. Brave and Beautiful Soul - 3:48 - (Tempest)
11. Devil Sings the Blues - 5:24 - (Michaeli, Tempest)
12. Start from the Dark [live at Shibuya Ax, Tokyo] - [Bonus Track]

## Singoli
- Always the Pretenders (uscito l'11 ottobre 2006)

## Classifiche musicali
- Svezia: 4°
- Italia: 41°
- Svizzera: 93°
- Francia: 197°

## Formazione
- Joey Tempest - voce
- John Norum - chitarre
- John Levén - basso
- Mic Michaeli - tastiere
- Ian Haugland - percussioni

## Crediti
- Europe - produttore
- Stefan Glaumann - mixaggio
- Lennart Östlund – ingegnere del suono
- George Marino – masterizzazione
- Storm Thorgerson - artwork